# Józef Engel
Josef Engel (ur. 1819 w Czerniowcach, zm. 22 sierpnia 1888 we Lwowie) – lwowski architekt pochodzenia niemieckiego.

## Życiorys
Pochodził z rodziny o niemieckim rodowodzie. Nieznane jest jego wykształcenie, natomiast w 1848 otrzymał uprawnienia do wykonywania zawodu architekta i od tego czasu był uprawnionym budowniczym lwowskim. Do 1850 tworzył w stylu klasycyzmu, a następnie realizował projekty zbliżone do historyzmu. Od 1882 do 1888 pełnił funkcję przewodniczącego towarzystwa uprawnionych budowniczych. Mieszkał we własnym domu przy ulicy Stefana Czarnieckiego (obecnie il. Wołodymyra Winnyczenki 24). Jego syn, także Josef również był architektem.

## Dorobek architektoniczny
- Kościół ewangelicki w Czerniowcach /1847-1849/;
- Budynek przy ulicy Bernsteina we Lwowie (obecnie ul. Szolem-Alejchema 9) /1854, przebudowany 1898/;
- Niezrealizowany projekt klasztoru św. Onufrego we Lwowie /1854/;
- Dobudowa drugiego piętra do synagogi Beth Hamidrash przy ulicy Bożniczej we Lwowie (obecnie ul. Sańska) /1863/;
- Przebudowa kamienicy przy ulicy Blacharskiej we Lwowie (obecnie ul. Iwana Fedorowa 21) /1863/;
- Budowa domu przy Ormiańskiej 20 we Lwowie /1867/;
- Przebudowa dom przy ulicy Żółkiewskiej we Lwowie (obecnie ul. Bohdana Chmielnickiego 106) /1868/;
- Budynek lwowskiego Bractwa Kurkowego przy ulicy Kurkowej we Lwowie (obecnie ul Mykoły Łysenki 23a) /1870-1871/;
- Miejski sierociniec przy ulicy Zielonej 8/10 we Lwowie (Zielona, gen. Tadeusza Rozwadowskiego);
- Przebudowa kamienic przy ulicy 3-go maja we Lwowie (obecnie ul. Strzelców Siczowych 10 i 12) /1871-1872/;
- Przebudowa Pałacu Dzieduszyckich przy ulicy Kurkowej we Lwowie (obecnie ul. Mykoły Łysenki 15) /1873/;
- Szkoła ewangelicka przy ulicy Jana Kochanowskiego we Lwowie (obecnie ul. Kosti Lewickiego 18) /1875/;
- Przebudowa kościoła św. Urszuli przy ulicy Zielonej 116 we Lwowie /1878/;
- Przebudowa dzwonnicy katedry ormiańskiej we Lwowie /1879/;
- Dobudowa czwartego piętra kamienicy przy ulicy Halickiej 3 we Lwowie /1885-1886/
- Przebudowa kamienicy przy ulicy Starozakonnej we Lwowie (obecnie ul. Mścisława Udatnego 2) /1886/